# CentOS
O CentOS, abreviação de Community ENTerprise Operating System, é uma distribuição Linux de classe corporativa derivada de códigos fonte gratuitamente distribuídos pela Red Hat Enterprise Linux e mantida pelo CentOS Project.
A numeração das versões é baseada na numeração do Red Hat Enterprise Linux. Por exemplo, o CentOS 4 é baseado no Red Hat Enterprise Linux 4. A diferença básica entre um e outro é o fornecimento de suporte pago na aquisição de um Red Hat Enterprise Linux. Em termos de funcionalidade, podem ser considerados sistemas clones.
Embora o CentOS seja bem visado para seu uso em servidores devido a sua estabilidade e robustez, o CentOS não é um sistema exclusivo de servidores. Tem essa fama devido seu foco em recursos estáveis (semelhante ao que o Debian GNU/Linux faz) e as aplicações focados em estações de trabalho e redes por padrão. Ele pode ser usado como uso comum, porém, é necessário a adição de repositórios adicionais que não vem ativos por padrão. Os mais comuns são: RPMFusion e o EPEL.
CentOS proporciona acesso aos softwares padrão da indústria, incluindo compatibilidade com os pacotes de softwares preparados especificamente para os sistemas da Red Hat Enterprise Linux. Isso lhe dá um bom nível de segurança e suporte.
É possivel também utilizar uma versão Live CD.
A versão em DVD o usuário pode escolher desktop de sua escolha. Podendo ser KDE, GNOME ou Minimal (apenas modo texto).
No dia 7 de janeiro de 2014 a Red Hat anunciou a incorporação do projeto e comunidade CentOS aos seus portfólios. Segundo anúncio essa incorporação trará benefícios para a comunidade de usuários de ambas as distribuições, gerando maiores inovações nos projetos livres adotados e para toda a arquitetura corporativa.
Em dezembro de 2020, a Red Hat encerrou o desenvolvimento do CentOS. No entanto, a Red Hat continuará a oferecer suporte à distribuição de lançamento contínuo relacionada, CentOS Stream.

## Arquiteturas
O CentOS está disponível nas mesmas arquiteturas que o Red Hat Enterprise Linux:
- IA-32 (x86) - 32-bits (CentOS 7 e anteriores)
- IA-64 (Intel Itanium) (CentOS 3 e 4)
- x86-64 (AMD64 e Intel EM64T)
- PowerPC/32 (Apple Macintosh e PowerMac com processador G3 ou G4 PowerPC) (CentOS 4)
- IBM Mainframe (eServer zSeries e S/390), não suportado desde o CentOS 5

## CentOS Stream
CentOS Stream é uma distribuição Linux de lançamento contínuo intermediária entre o desenvolvimento upstream no Fedora e o desenvolvimento downstream para RHEL. A versão inicial foi baseada nos pacotes de software CentOS Linux 8 que o projeto estava construindo com o kernel de desenvolvimento RHEL 8 mais recente.